# Norbert Gross
Norbert Gross (* 1941 in Karlsruhe) ist ein deutscher Rechtsanwalt.

## Werdegang
Gross studierte Rechtswissenschaften an der Universität Freiburg. In Freiburg wurde er Mitglied der katholischen Studentenverbindung KDStV Hercynia Freiburg im Breisgau. Die beiden Staatsprüfungen legte er 1964 in Freiburg und 1969 in Stuttgart ab. Seine Studien vertiefte er an der Rechtswissenschaftlichen Fakultät der Universität Grenoble, in London und in Amsterdam/Leiden. 1969 promovierte er an der Juristischen Fakultät der Universität Freiburg zum Dr. iur. utr., 1971 an der Universität Grenoble zum Docteur en Droit.
Von 1969 bis 1995 war er Rechtsanwalt beim Landgericht und ab 1974 auch beim Oberlandesgericht Karlsruhe. Von 1995 bis 2016 war er Rechtsanwalt beim Bundesgerichtshof und bis November 2011 Präsident der Rechtsanwaltskammer bei dem Bundesgerichtshof. Von 1991 bis 1998 war er Vizepräsident des Europäischen Schiedsgerichtshofs in Straßburg.
Von 1997 bis 2003 war er Vorsitzender des Vereins der beim Bundesgerichtshof zugelassenen Rechtsanwälte und von 2001 bis 2009 Vorstandsmitglied im Deutschen Anwaltverein. 2008 wurde er zum Präsidenten der Europäischen Vereinigung der Anwaltschaften bei den Obersten Gerichtshöfen in Brüssel gewählt.
Er ist Honorarprofessor am Karlsruher Institut für Technologie (KIT) und Mitglied im Kuratorium des Max-Planck-Instituts für europäische Rechtsgeschichte in Frankfurt.

## Ehrungen
- 2013: Großes Verdienstkreuz der Bundesrepublik Deutschland[3]